# Манчкин (игра)
Ма́нчкин (англ. Munchkin) — настольная карточная игра Стива Джексона с рисунками Джона Ковалика, которая пародирует настольные ролевые игры, в частности, Dungeons & Dragons. В 2001 году игра была удостоена американской премии Origins Awards в номинации «Лучшая карточная игра».

## Описание игры
«Манчкин» — ролевая игра по форме, пародия по содержанию. При создании игра была направлена на молодёжную аудиторию, знакомую с ролевыми играми, но стала популярной среди игроков любого возраста.
В игре может принимать участие любое количество участников больше двух (вдвоём также можно играть, но только с целью изучения механики игры). Оптимальным является количество игроков от трёх до шести (большее количество участников также возможно, но чем больше их количество, тем реже каждый из них сможет делать ход).
Все игроки начинают игру с первого уровня, а затем каждый старается всеми возможными способами повысить главную характеристику своего персонажа — уровень; это можно делать, сражаясь с монстрами, применяя специальные карты или продавая своё снаряжение (1000 голдов (местной валюты) приравниваются к 1 уровню). Целью всех игроков является получение десятого уровня; игрок, первым получивший десятый уровень, становится победителем.
В игровой колоде присутствуют карты «Получи уровень» и «Укради уровень», позволяющие их обладателю сразу получить либо украсть у другого игрока целый уровень. Эти карты бесполезны для обладателей девятого уровня, так как при их помощи можно получить любой уровень, кроме победного (десятого). В игре присутствуют монстры, победа над которыми даёт любому манчкину от 1 до 2 уровней за раз. Победный(десятый) уровень получить можно только за победу над монстром(хотя существует исключение из этого правила — карта «Божественное вмешательство» и некоторые другие карты, которые ясно и однозначно имеют в виду получение победного уровня).
Для игры предназначены две колоды — «двери» и «сокровища» — и шестигранный кубик. Ход состоит из нескольких фаз: открытие двери в подземелье, то есть взятие карты из соответствующей колоды; затем действие по указаниям на карте; после, если повезёт — получение вознаграждения в виде сокровищ и далее при необходимости избавление от лишних карт.
Карты игрока находятся в руке — в запасе — и могут быть частично выложены на игровой стол, тогда они действуют в игре.
Схватка с монстром состоит в сравнении боевой силы монстра и игрока. Игрок может повышать свою боевую силу за счёт «шмоток» (снаряжения), а также одноразовых бонусов. Если игрок не может победить монстра, он должен попытаться смыться (сбежать), кинув кубик. Если ему и это не удаётся, он подвергается «непотребствам», описанным в карте монстра — от потери нескольких или всех шмоток до смерти (игра является пародией на D&D, поэтому смерть приводит к потере всех карт с сохранением уровня, расы и класса). Если игрок побеждает, он получает один или два уровня (это зависит от количества монстров и описания их карт), а также одно или несколько сокровищ — карт из соответствующей колоды.
Основной особенностью является то, что во время «боя» другие игроки могут как помогать, так и мешать игроку, сражающемуся с монстром. Причём, помогать может только кто-то один, и то с корыстными целями — например, за сокровища, — а мешать могут все остальные. Чем выше уровень сражающегося игрока, тем сильнее искушение помешать ему подняться ещё выше, дабы предотвратить его победу в бою и уменьшить шансы на победу в игре.
Ещё одной особенностью игры является поощрение нечестной игры: небескорыстная помощь, помощь в бою с целью не дать напарнику поднять уровень («задруживание» монстра). Игровые карты позволяют составлять хитрые комбинации. Инструкция пародирует сложные правила настольных игр и разногласия в толковании: в случае конфликтной ситуации, не описанной в правилах, спор решается громкой перебранкой между игроками с последним словом за владельцем колоды (правило «Владелец колоды всегда прав»).

## Виды карт
В Munchkin имеются несколько основных типов карт:

### Дверь / шлюз
Это основные карты, открываемые игроком на каждом ходу. В колоде дверей имеются следующие карты:
МонстрыИмеют уровень от 1 до 20. Если игрок побеждает монстра, то получает уровни и сокровища, количество которых указывается на карте монстра и может изменяться в зависимости от применяемых в бою модификаторов. Игрок может сразиться с монстром, встреченным при открывании двери или, если за открытой дверью не оказалось монстра, может Поискать Неприятности — сыграть карту монстра из своей руки и сразиться с ним. В сражении могут использоваться одноразовые карты бонусов, ослабляющие монстра или усиливающие игрока (и наоборот, когда другие игроки хотят помешать).
Если уровень игрока вместе со всеми бонусами
- меньше, чем сумма уровня и бонусов монстра, то игрок должен уговорить одного игрока, чтобы тот ему помог, посулив часть предстоящих сокровищ. Если не удалось, нужно сделать попытку Смыться, бросив кубик. В случае неудачи персонаж должен подвергнуться Непотребствам, указанным на карте монстра. Попытка смыться считается успешной, если на кубике выпало число 5 или 6, однако значения кубика, необходимые для успешного бегства, могут изменяться в зависимости от особенностей персонажа, его имущества или других модификаторов. Непотребство может быть как безопасным для игрока, так и лишать его части имущества или уровней/расы/класса, накладывать какое-либо проклятие и даже привести к смерти персонажа;
- равен сумме уровня и бонусов монстра, то для всех классов, кроме Воина, бой считается проигранным (так же, как и в случае, если монстр превосходит игрока). Воин при равенстве уровней побеждает;
- больше суммы уровня и бонусов монстра, то игрок побеждает в бою и получает уровень (уровни) и сокровища в соответствии со значениями, указанными на карте монстра, и изменяющимися в зависимости от модификаторов боя.

Проклятие / ловушка / катастрофаПроклятия срабатывают немедленно, если игрок вытянул их в фазе открывания дверей в открытую, и берутся в руку для позднейшего использования против других игроков, если получены в других фазах в закрытую. Проклятия могут срабатывать однократно или действовать продолжительное время, пока их эффект не будет тем или иным образом отменён. Некоторые карты могут отменять проклятие, полученное игроком (например, Хотельное кольцо). Также некоторые расы и классы могут тем или иным способом избавляться от проклятия.
МодификаторыЭти карты используются в бою для усиления или ослабления монстра, обычно меняя при этом количество уровней и сокровищ.
КлассКаждый игрок может иметь одну карту класса (применяя карту Суперманчкин, игрок может иметь одновременно два класса). Каждый класс даёт игроку свои специальные возможности. Игрок, получивший карту класса, может применить её на себя (сбросив при этом имевшуюся ранее карту класса) или взять её в руку, чтобы применить позднее.
Раса / акцентТакже каждый игрок может иметь одну карту расы (соответственно, применяя карту «Полукровка», игрок может иметь две расовых карты одновременно). Как и класс, раса даёт игроку соответствующие специальные возможности.

### Сокровища
Эти карты берутся игроком в случае победы над монстром и включают в себя:
ШмоткиИмущество, которое игрок может надеть на своего персонажа для получения постоянно действующих бонусов. Шмоткой считается любая карта, на которой внизу справа стоит ценник (то есть цена в Голдах или надпись «без цены» или «нет цены»). Игрок может надеть на персонажа два одноручных или одно двуручное оружие, один броник, один головняк и одну обувку. Кроме того, шмотки делятся на Мелкие и Большие (на больших шмотках указанно «Большой» или «Большая». Остальные шмотки считаются мелкими). Обычно игрок может иметь в игре только одну большую шмотку одновременно. Некоторые шмотки могут использоваться только игроком определённого класса или расы. Если игрок не может надеть шмотку, он имеет право положить её на стол и повернуть боком — это означает, что шмотка неактивна.
Разовые шмоткиЭти одноразовые карты могут использоваться в бою для повышения уровня одной из сторон. На них указано «разовая шмотка».
Получи уровень
Такие карты можно сыграть в любой момент игры на себя или на другого игрока. Нельзя получить 10 уровень с помощью этой карты.
Другие карты
Также могут встретиться другие карты. Использовать их нужно так, как на них написано.

### Подземелье
Карты, временно меняющие правила игры для всех игроков. Появляются в некоторых дополнениях (например, Munchkin 6 — Demented Dungeons (Манчкин 6. Безбашенные подземелья), Munchkin Cthulhu 4 — Crazed Caverns, Munchkin Zombies 3 — Hideous Hideouts, Munchkin 6.5 — Terrible Tombs (Манчкин 6.5 — Бабайки из склепа)). Имеют вдвое больший размер, чем карты дверей и сокровищ. Для открытия подземелий используются карты порталов (англ. Portal), которые добавляются в колоду дверей.

### Сивучать
Специальные карты, появившиеся в «Манчкин. Апокалипсис». Большинство сивучатей обладают как разовым эффектом, который немедленно срабатывает, когда сивучать «сорвана» (открыта), так и длительным эффектом, который действует все время, пока карта сивучати остается открытой. Срыв или восстановление сивучати выполняются либо по требованию других карт, либо при использовании специальных свойств классов, помимо этого, очередная сивучать срывается при наступлении смерти одного или нескольких игроков. При срыве седьмой сивучати игра заканчивается и побеждает игрок с наибольшей боевой силой.

## Ход игры

### Начало игры
В самом начале игроки определяют, кто будет ходить первым. Каждый игрок получает по 4 карты двери и 4 карты сокровищ. Перед ходом первого игрока все могут сыграть необходимые им карты (например шмотки, «получи уровень») и игра начинается. (Проклятия нельзя играть до начала хода первого игрока.)

### Ход игрока.
На протяжении своего хода, если он не занят чем-либо ещё, игрок может играть необходимые карты, меняться шмотками с другими игроками и продавать шмотки. Сам ход состоит из следующих фаз:

#### Фаза 1. Вышибаем дверь!
Открывается верхняя карта из стопки дверей так, чтобы все могли её видеть. Если это Монстр — немедленно начинается бой. Если Проклятие — оно немедленно срабатывает на игрока. В остальных случаях игрок может или взять карту на руку или немедленно сыграть.

#### Фаза 2. Ищем неприятности или чистим нычки
Если при вышибании двери (фаза 1) не встретился монстр, то игрок выбирает один из двух вариантов:
Ищем неприятности. Если у игрока на руке есть монстр и он хочет с ним драться — он выкладывает его на стол и начинается бой.
Чистим нычки. Если монстра на руке нет, или игрок не хочет его играть — он берет в закрытую (так, чтобы никто не видел) карту дверей.

#### Фаза 3. От щедрот
Если на руке у игрока больше 5 карт, игрок должен или сыграть лишние карты с руки (продать, обменять, выложить на стол), или отдать излишки самому низкоуровневому персонажу. Ну а если игрок самый низкоуровневый — он сбрасывает лишние карты в стопку сброса. Как только эта фаза завершается, ход переходит к следующему, сидящему слева игроку.

### Победа
Когда игрок получает максимальный уровень, он сразу же побеждает. Получить победный уровень можно только за убийство монстра или когда карта недвусмысленно дает понять, что можно получить победный уровень (например, «Божественное Вмешательство»).

## Список расширений и дополнений
- Munchkin. Содержит 94 карты дверей и 74 карты сокровищ (начиная с 14-го издания: 95 и 73). Русская локализация «Манчкин» выполнена ООО «Смарт»[2] под брендом Hobby Games.
  - Unnatural Axe, первое дополнение (66 дверей, 46 сокровищ), количество карт при игре в Munchkin выросло до 280. В 2002 году выиграло Origins Award как «Лучшее карточное дополнение или расширение» (англ. Best Card Game Expansion or Supplement)[3]. В дополнении появилась новая раса — Орки. Русская локализация — «Манчкин 2: Дикий топор». В комплект входят четыре пустые карты для личных разработок владельца колоды.
  - Clerical Errors, второе дополнение к Munchkin (66 дверей, 46 сокровищ), количество карт при игре в Munchkin выросло до 392. В дополнении появилась раса Гномы и класс Бард. Русская локализация — «Манчкин 3: Клирические ошибки».
  - The Need for Steed, третье дополнение к Munchkin (78 дверей, 34 сокровища), выпущено в 2006 году и общее количество карт выросло до 504. Содержит новый тип карт — Скакунов (англ. Steeds, в сленговом значении аналогично русскому «жеребец»). Увеличено число видов Наёмничков (англ. Hirelings). Правила по использованию новых карт включены в дополнение. Русская локализация — «Манчкин 4: Тяга к Коняге».
  - De-Ranged, четвёртое дополнение (60 дверей, 52 сокровища), количество карт при игре в Munchkin выросло до 616, добавляет класс Следопыт (англ. Ranger), а также несколько монстров из европейской версии игры. Русская локализация — «Манчкин 5: Следопуты».Карты «Манчкин 6: Безбашенные подземелья», игральный кубик и счетчики уровней
  - Demented Dungeons, пятое дополнение, выпущено 16 марта 2008. Оно принесло новую концепцию «подземелий» — карт, временно меняющих правила игры для всех игроков. В дополнении присутствуют карты подземелья (20 штук), имеющие больший размер, и 16 обычных карт Порталов (англ. Portal), которые позволяют путешествовать всей партии между подземельями[4]. Русская локализация — «Манчкин 6: Безбашенные подземелья».
  - Terrible tombs. Продолжение Demented Dungeons выпущенное в мае 2016. Содержит ещё 20 подземелий и 16 карт порталов. Русская локализация — «Манчкин 6,5 : Бабайки из склепа».
  - Cheat with both hands, шестое дополнение (70 дверей, 42 сокровища), количество карт при игре в Munchkin выросло до 800 (из них 40 карт подземелий), которое заменило «More Good Cards» и «Munchkin Blender». Русская локализация — «Манчкин 7: Двуручный чит» вышла летом 2012 года.
  - Half horse will travel, седьмое дополнение (77 дверей, 35 сокровищ), количество карт при игре в Munchkin выросло до 912 (из них 40 карты подземелий). Вводит новые расы Кентавр и Ящерко. Русская локализация — «Манчкин 8: В хвост и в гриву».
  - Jurassic Snark, восьмое дополнение (67 дверей, 45 сокровищ), количество карт при игре в Munchkin выросло до 1024 (из них 40 карты подземелий). Тема дополнения — доисторические времена. Дополнение построено вокруг двух особых типов карт: Наёмничков и Скакунов. Русская локализация — «Манчкин 9: Пранк юрского периода».
  - Time Warp, девятое дополнение (65 дверей, 47 сокровищ), количество карт при игре в Munchkin выросло до 1136 (из них 40 карты подземелий). Тема дополнения — взгляд на знакомые исторические личности под другим углом. Русская локализация — «Манчкин 10: Искривляние времени».
- Star Munchkin[5], выпущен в 2002. Самостоятельная версия игры (168 карт), не предназначенная для смешивания с другими колодами Манчкина, «пока вы недостаточно безумны для этого». В целом пародирует научную фантастику, особый акцент сделан на высмеивании Star Trek и Star Wars. В 2002 году версия выиграла Origins Award как Лучшая традиционная карточная игра (англ. Best Traditional Card Game)[3] . В этой версии впервые появились Сообщники (англ. Sidekicks). Русская локализация — «Звёздный Манчкин». В игре полностью обновлены классы и расы манчкинов — теперь вместо Воина, Волшебника, Вора и Клирика появились Голохотник, Купец, Гаджестянщик и Психо, а Эльфа, Дварфа и Хафлинга заменили Киборг, Мутант и Котейка.
  - Star Munchkin2. Clown Wars, дополнение (112 карт) к Star Munchkin. Появились карты Комната (англ. Rooms) и Клоп (англ. Bug Race), а также класс Звёздный Рейнджер (англ. Star Ranger). Предусмотрен 20 уровень для игры в Epic Munchkin. Русская локализация — «Звёздный манчкин 2: Войны клоунов».
  - Space Ships, мини-дополнение (15 карт) к Star Munchkin.
  - Star Munchkin 3. Diplomatic Impunity. дополнение (112 карт).
- Munchkin Fu, следующая версия игры (168 карт), представленная в 2003 году, пародирует фильмы о восточных единоборствах. Содержит новое понятие: Стиль (англ. Styles), позволяющий персонажу использовать разные боевые искусства. Munchkin Fu в 2003 выиграл премию Карточная Игра: Выбор Игроков (англ. Gamers' Choice Card Game Award)[6]. Русская локализация «Манчкин Фу» выполнена ООО «СМАРТ» под брендом Hobby Games.
  - Monky Business, дополнение (112 карт) к Munchkin Fu, выпущенное в начале 2005 года.
- Munchkin Bites, четвёртая версия (168 карт), созданная в 2004 году. Пародирует игры-ужастики, наподобие мира World of Darkness, и фильмы стиля хоррор. Русская локализация «Вампирский Манчкин» выпущен в 2013 году.
  - Pants Macabre, дополнение (112 карт) к Munchkin Bites, выпущено в конце 2005 года. Включает в себя новую расу Мумия (англ. Mummy).
- Super Munchkin пятая самостоятельная версия (168 карт), выпущена летом 2005 года. Является пародией на комиксы о супергероях. Русская локализация — «Супер Манчкин».
  - The Narrow S Cape, дополнение (112 карт) к Super Munchkin, издано летом 2006 года. Добавлен новый вид Шмоток — плащи и класс Умник (англ. Brain Class). Русская локализация — «Супер Манчкин 2: Улетный плащ».
- Munchkin Impossible, шестая самостоятельная версия (168 карт), выпущена в конце 2006 и высмеивает истории о секретных агентах, такие, как Миссия невыполнима или «Джеймс Бонд». Кроме обычных классов, у каждого персонажа в игре может быть одна (или несколько) лояльность.
- Munchkin Cthulhu, седьмая самостоятельная версия (168 карт), выпущена в марте 2007 года, обыгрывает Мифы Ктулху Лавкрафта и игры-ужастики, сделанные по их мотивам, о монстрах из иной реальности. Русская локализация — «Манчкин Ктулху».
  - Call of Cowthulhu, дополнение (56 карт) к Munchkin Cthulhu, выпущено в сентябре 2007 года.
  - The Unspeakable Vault, второе дополнение (56 карт) к Munchkin Cthulhu, выпущено в январе 2008 года. Создана благодаря юмористическому веб-комиксу Unspeakable Vault (of Doom).
- The Good, The Bad, And The Munchkin, отдельная восьмая версия (168 карт), состоит из шуток про Дикий Запад и фильмов про ковбоев (например Хороший, плохой, злой). Выпущено в ноябре 2007 года. Русская локализация — «Хороший, плохой, манчкин».
  - Beating a Dead Horse, дополнение (56 карт) к The Good, The Bad, And The Munchkin.
- Munchkin Booty, отдельная девятая игра (168 карт), обыгрывает тему пиратов. Выпущено в сентябре 2008 года. Русская локализация — «Пиратский Манчкин».
  - Jump The Shark, дополнение (112 карт) к Munchkin Booty. Выпущено в марте 2009 года. Русская локализация — «Пиратский Манчкин 2: Танцы с акулами».
  - Fish & Ships, мини-дополнение (15 карт) к Munchkin Booty. Выпущено в сентябре 2010 года.
- Munchkin Zombies, отдельная десятая игра. Игроки выступают в роли зомби. Русская локализация — «Манчкин Зомби».
  - Armed and Dangerous, дополнение (112 карт). Русская локализация — «Манчкин Зомби 2: Со всех рук».
  - Hideous Hideouts, дополнение. Содержит 20 карт двойного размера и 16 обычных карт.
  - Spare Parts, дополнение (56 карт) к Munchkin Zombies.
- Munchkin Axe Cop, отдельная одиннадцатая игра. Основана на веб-комиксе Axe Cop. Русская локализация отсутствует.
- Munchkin Conan, отдельная двенадцатая игра (168 карт). Основана на произведениях Роберта Говарда о Конане-варваре. Русская локализация отсутствует.
  - Munchkin Conan the Barbarian, бустер (15 карт).
- Munchkin Apocalypse, отдельная тринадцатая игра (168 карт). Манчкины пытаются выжить в условиях апокалипсиса. В игру добавлен новый тип карт — Сивучати. Русская локализация — «Манчкин Апокалипсис».
  - Munchkin Apocalypse 2 — Sheep Impact, дополнение (106 карт). Русская локализация — «Манчкин Апокалипсис 2: Бараний рок».
  - Mars Attacks! бустер (15 карт).
- Munchkin Legends, отдельная 14-я игра (168 карт). Основана на мифах и легендах. Русская локализация — «Легендарный Манчкин».
  - Faun and Games. дополнение (56 карт).
  - Myth Prints. дополнение (56 карт).
- Munchkin Pathfinder, отдельная 15-я игра (168 карт. Основана на Pathfinder Roleplaying Game. Русская локализация— «Манчкин Pathfinder Делюкс».
  - Gobsmacked!, бустер (15 карт).
- Munchkin Steampunk, отдельная 16-я игра (168 карт). Манчкины пытаются выжить в викторианскую эпоху с уклоном в стимпанк. Русская локализация — «Манчкин Стимпанк»
- Munchkin: Marvel Edition. 17 игра (168 карт, 6 карт агентов S.H.I.E.L.D.). Базируется на комиксах издательства Marvel.
  - Munchkin Marvel 2: Mystic Mayhem. Дополнение (102 карты).
  - Munchkin Marvel 3: Cosmic Chaos. Дополнение (102 карты).
- Munchkin Blender, специальный набор (112 карт), сделанный для игроков, смешивающих разные версии Munchkin. Это дополнение содержит карты, позволяющие игроку становиться, например, эльфом/ниндзя, использовать бонусы охотника/ниндзи или гномьего самурая, и использовать lasermaserbobaserbananafanafofaser (это четыре разных оружия). Позволяет использовать правила Epic Munchkin. Blender не обязателен для смешивания разных типов колод.
- Munchkin Go Up A Level, набор из 132 карт, включающий в себя обновлённые карты почти всех версий игры. Создан для уточнения некоторых правил и сохранения баланса в игре. Выпущен в конце 2010 года.
- Munchkin Dice — приложение, содержащее шесть больших десятигранных кубиков. Кубики предназначены для использования в качестве счетчика уровней персонажей. Также содержит 14 карт из оригинального Munchkin (самые значительные модификаторы к расам и классам) и правила по получению случайных бонусов при бросках кубиков.
- Epic Munchkin — набор правил для игры до 20 уровня во все игры из серии Munchkin. Игроки, достигшие 10-го и более высоких уровней, могут применять Эпические Возможности (англ. Epic Powers) своей расы или класса (возможности теряются, если уровень игрока снижается до 9-го уровня и ниже). Русская локализация — «Эпический Манчкин».

## Ответвления
Манчкин также породил несколько самостоятельных игр:
- Есть две ролевые игры, использующие систему d20 и основанные на Munchkin и Star Munchkin.

- Munchkin RPG — это несколько книг, пародирующих Dungeons & Dragons. Включают в себя Munchkin Player’s Guide, Munchkin Master’s Guide, Munchkin Monster Guide, Munchkin Master’s Screen, Munchkin Monster Guide 2.5.
- Star Munchkin Role Playing Game — это одна книга, включающая правила по созданию космического пространства и новый класс, которого не было в карточной игре — Farce K’nigit.

- Munchkin Quest — настольная RPG-игра, основанная на оригинальном Munchkin, содержащая ещё несколько предметов, монстров, и рекомендаций к ним. Выпущена в ноябре 2008 года. Русская локализация — «Манчкин Квест».
  - Looking for Trouble. Русская локализация, «Манчкин Квест 2: В Поисках Неприятностей», более ранние издания включали также дополнение Portal Kombat.
- Munchkin Panic — настольная RPG-игра, наследник популярной игры «Castle Panic» и серии «Манчкин». Выпущена в 2014 году. Русская локализация — «Манчкин в осаде».